# Woreczek czernidłowy
Woreczek czernidłowy, gruczoł atramentowy – narząd występujący u mątw. Wytwarza wydzielinę zwaną sepią, która wyrzucana jest w razie zagrożenia. Poza funkcją swoistej „zasłony dymnej”, wykorzystywany jest także podczas aktywnego polowania.